# Пол Ревір
Пол Ревір (англ. Paul Revere; 1 січня 1735, Бостон — 10 травня 1818, Бостон) — срібляр, що став одним з найвідоміших героїв Американської революції. Очолював «Синів свободи» в Бостоні. Головний вісник Бостонського комітету безпеки, оповіщав про події війни за незалежність. У ніч з 18 на 19 квітня 1775 року, напередодні битви під Лексінгтоном та Конкордом, Ревір верхи проскочив до позицій повстанців, щоб попередити їх про наближення британських військ. Завдяки Ревіру (його подвиг був оспіваний американським поетом Генрі Лонгфелло у вірші «Перегони Пола Ревіра») повстанці встигли підготуватися до зустрічі з королівськими військами. Ревір став національним героєм, і досі в Бостоні зберігся його будинок, що став музеєм.

## Молодість

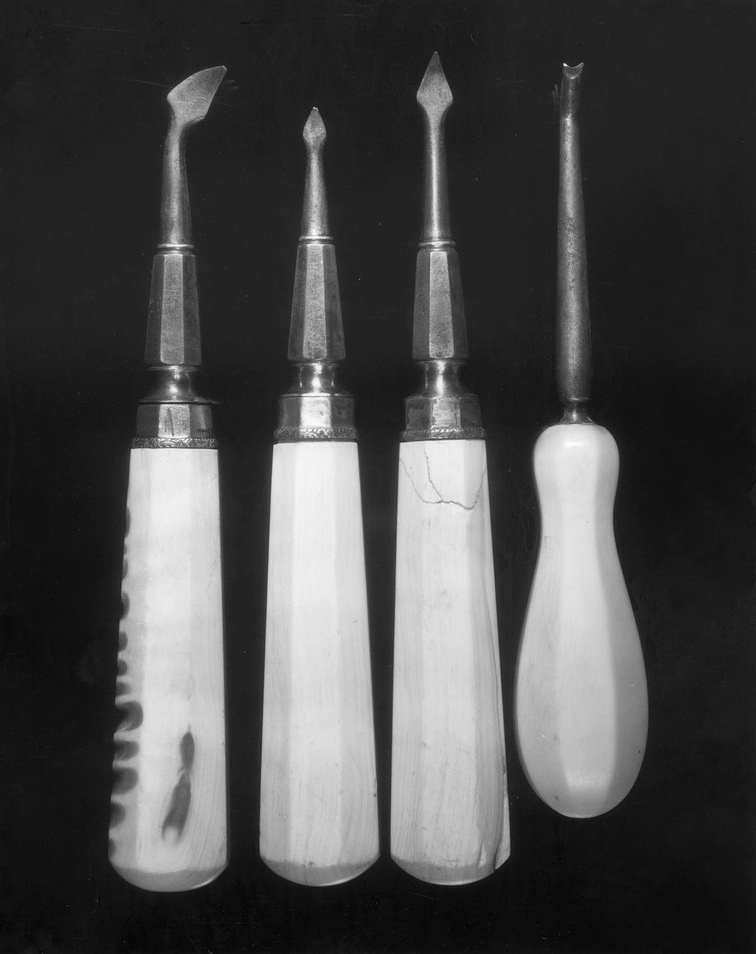
Стоматологічні інструменти Пола Ревіра

Пол народився в Бостоні 1 січня 1735 року. Був нащадком французьких гугенотів, які втекли від насильств та утисків Людовика XIV. Батько Пола, Аполлос Рівуар (Rivoire) (1702–1754), приїхав до Бостона в 13-річному віці, де став учнем до відомого тоді ювеліра Джона Коні, згодом — господарем ювелірної (срібних справ) лавки і одружився з Деборою Хітчборн, котра походила із заможної місцевої сім'ї. Пол був третім з 12 дітей цієї родини, але через смерть старших братів став в сім'ї найстаршою дитиною. Незважаючи на французьке походження і старшинство, Пол не вивчився говорити французькою, а натомість став членом Англіканської церкви. Зрада кальвінізму привела його до конфлікту з батьком, одного разу дійшло навіть до бійки. Зрештою Пол все ж таки повернувся в лоно Кальвіністської церкви. Аполлос Рівуар помер, коли Полу було 19 років і, зважаючи на свій вік, як неповнолітній, він не міг володіти батьківською лавкою. У 1756 році, з початком «франко-індіанської війни» (американський епізод Семирічної війни), Пол Ревір вступив до провінційної армії (як вважають історики, через високу платню) в ранзі другого лейтенанта артилерійського полку. Однак, незабаром він повернувся в Бостон, де вже став повноправним власником лавки і через деякий одружився з Сарою Орн. Економічна криза, що почалася в Массачусетсі у зв'язку з Семирічною війною, настільки підірвала торгівлю Ревіра, що він став підробляти стоматологом. Одним з його клієнтів був місцевий лікар і опозиційний лідер Джозеф Воррен, з яким у Ревіра зав'язалася тісна дружба. Саме Воррен залучив Ревіра в опозиційну діяльність та, як вважають американські історики, в ряди місцевої масонської ложі.

## Опозиційна діяльність
Ревір не був активним під час перших виступів проти Закону про гербовий збір, хоча підтримував тісні контакти з багатьма їхніми учасниками. Однак у 1765 році він вступив в організацію «Сини свободи» і незабаром став її лідером. У 1767 році Ревір виготовив Чашу Синів Свободи. Через 3 роки він виготовляє ряд злободенних гравюр, в тому числі знамениту гравюру із зображенням Бостонського розстрілу 5 березня 1770 року (по малюнку Генрі Пелема, хоча багато дослідників називають справжнім автором цієї роботи саме його). Наприкінці 1773 року Ревір, поряд з Ворреном, був у числі організаторів Бостонського чаювання.
З грудня 1773 по листопад 1775 років Ревір був одним з кур'єрів бостонського Комітету громадської безпеки. Документально відомо про не менше 18 поїздок, які він здійснив у Нью-Йорк та Філадельфію, щоб повідомити про події в Бостоні. Також він з групою однодумців організував розвідувальну службу для стеження за переміщеннями англійських військ.

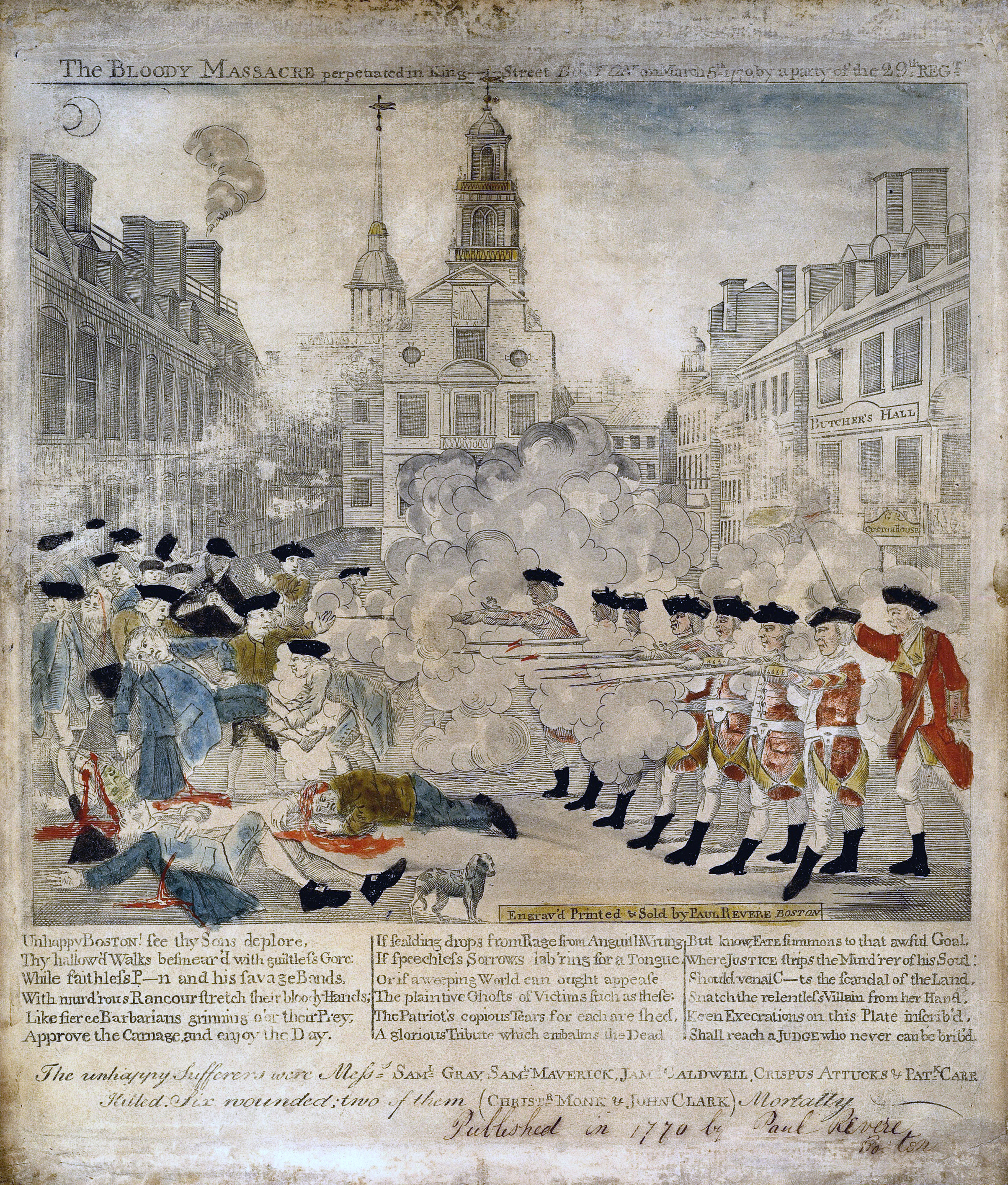
Гравюра Ревіра: «Кривава різня, влаштована на Кінг-стріт у Бостоні 5 березня 1770»

## «Скачка Ревіра»
У ніч з 18 на 19 квітня 1775 року, напередодні битви під Лексінгтоном та Конкордом, Ревір верхи проскакав до позицій повстанців, щоб попередити їх про наближення британських контингентів. Завдяки Ревіру патріоти встигли підготуватися до зустрічі з королівськими військами. У Лексінгтоні він також попередив Джона Хенкока й Семюеля Адамса, головних бунтівників Массачусетса, про необхідність тікати.
Ревір став національним героєм, і до цих пір в Бостоні зберігся його будинок, що став музеєм. Подвиг Ревіра був оспіваний американським поетом Генрі Лонгфелло у вірші «Перегони Пола Ревіра».

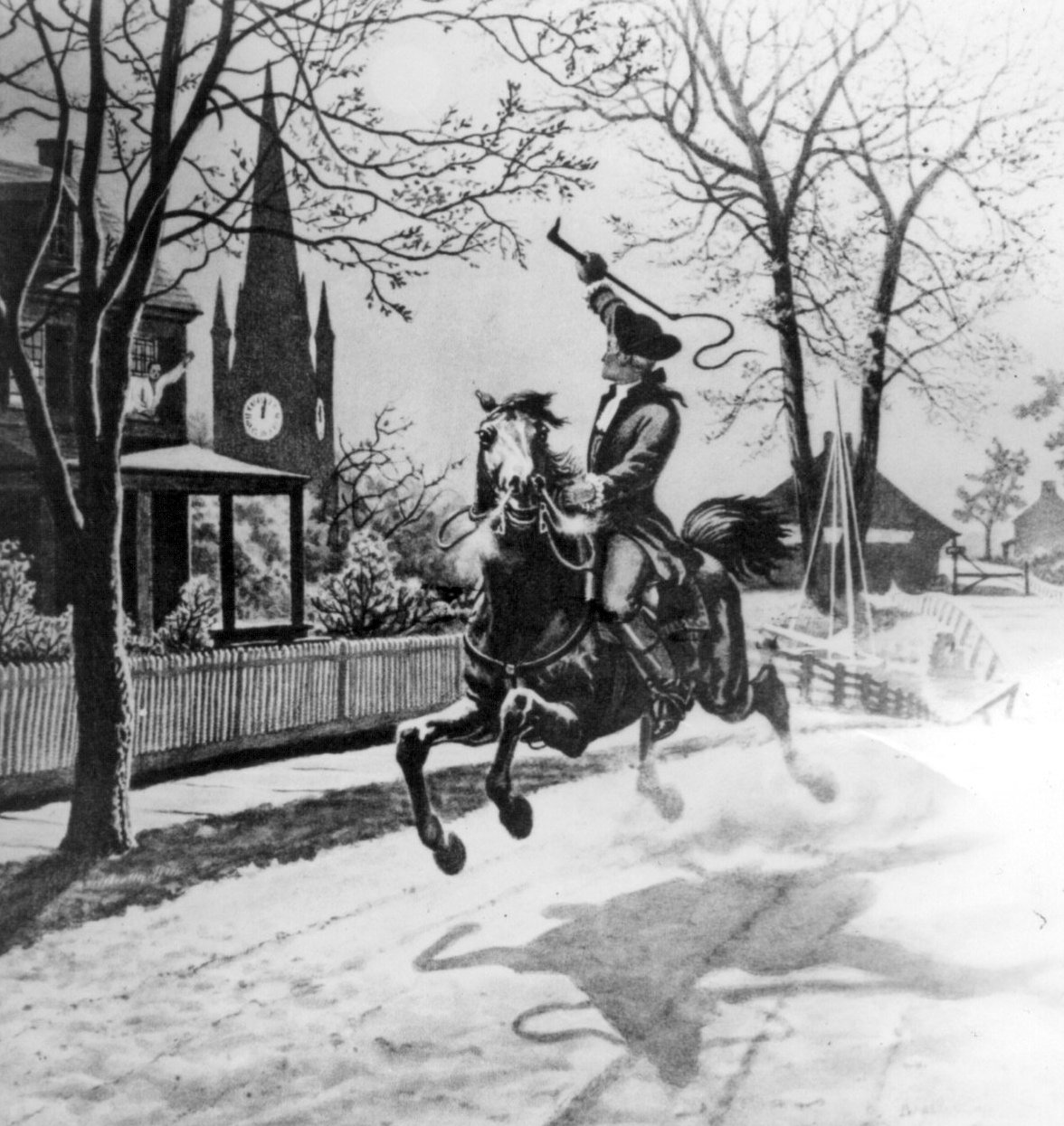
«Перегони Пола Ревіра». Гравюра XX століття

## Подальша участь в Американській революції
Оскільки Бостон перебував у облозі, Ревір не зміг повернутися туди. Він спробував вступити до Континентальної армії, проте не був прийнятий, а тому був залишений при провінційному Конгресі кур'єром. Крім того, він гравірував асигнації Массачусетса. У 1775 року Ревір, за дорученням Конгресу, ознайомившись з роботою порохового заводу у Філадельфії, налагодив виробництво пороху для армії в Массачусетсі (завод у Стоутоні). У тому ж році в битві під Банкер-Хіллом загинув Воррен. 10 місяців по тому Ревір надав своєму другові останню послугу: він допоміг братам Воррена впізнати його тіло з двох трупів, витягнутих з безіменної братської могили, по вставних зубах, які ставив сам Ревір. Після повернення у звільнений від облоги Бостон в 1776 року, Ревір вступив у чині майора в массачусетську міліцію, спочатку в піхоту, але згодом швидко перейшов у артилерію, а в листопаді отримав чин підполковника й одночасно перевівся до замку Вільям (нині форт Незалежності (Массачусетс)).

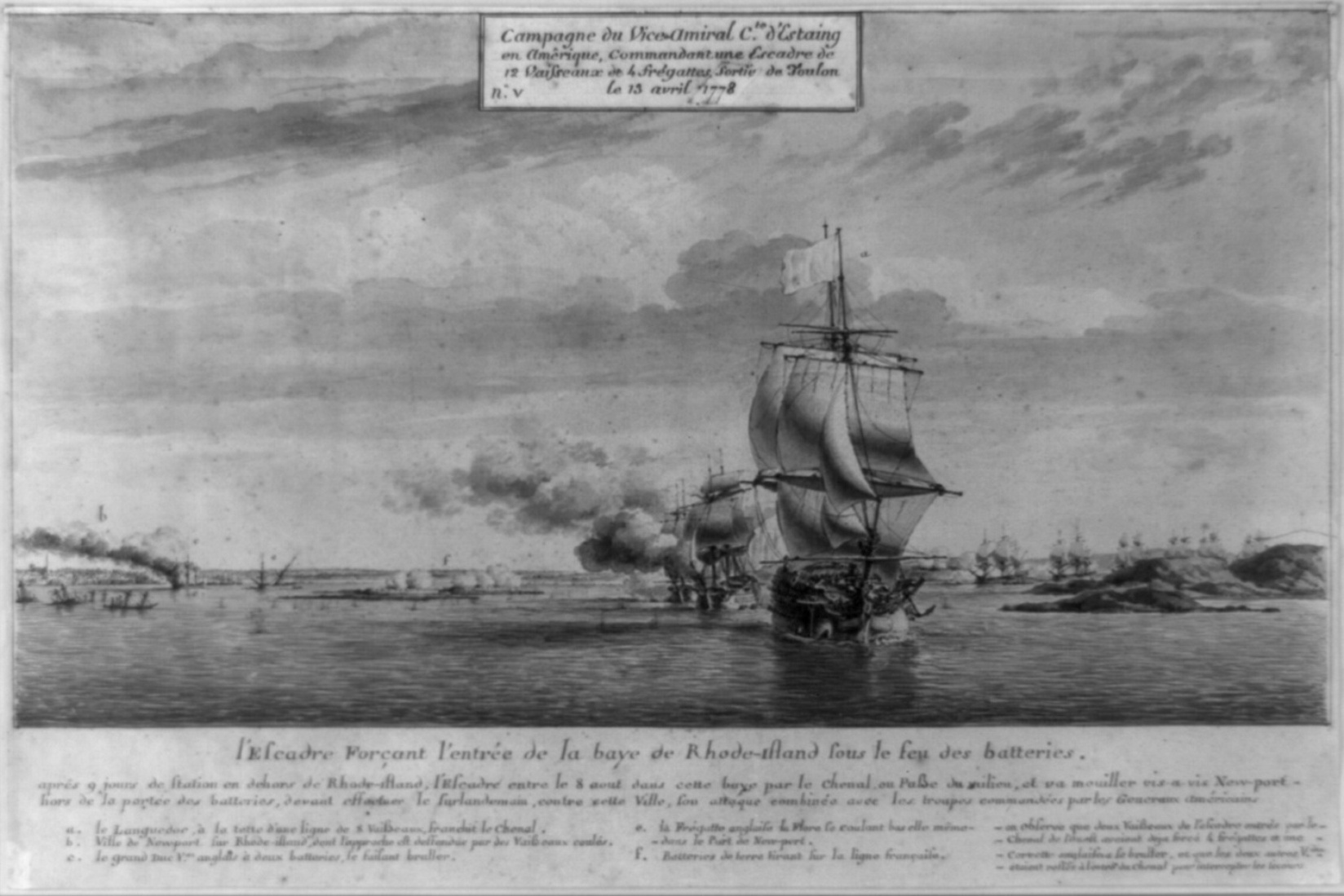
Гравюра із зображенням прибуття французького флоту в затоку Наррагансетт у 1778 році

У серпні 1778 року полк Ревіра взяв участь у франко-американській експедиції, метою якої було захоплення британської бази в Ньюпорті (нині штат Род-Айленд). Його полк був відповідальним за зведення та підтримку артилерійських батарей на Акіднекських островах (нині острів Род-Айленд). Проте спроба захоплення британської бази виявилася неуспішною у зв'язку зі значними пошкодженнями французьких кораблів унаслідок сильного шторму, а тому полк Ревіра повернувся в Бостон.
Після цього він командував американською артилерією в червні 1779 року під час невдалої експедиції на Пенобскот. Вороги, яких він чимало нажив під час своєї попередньої служби, висунули проти нього ряд звинувачень у зв'язку з його діями в цій експедиції, і Ревіру було запропоновано подати у відставку. Він вимагав призначення над собою військового суду, але домігся цього лише в 1782 року; суд виправдав його.

## Життя після війни

### Пол Ревір— підприємець та бізнесмен
Опинившись поза армією, Ревір розширив свою ювелірне підприємство (встановивши, зокрема, прокатну машину), а також намагався займатися торгівлею, втім, без особливого успіху, оскільки він не мав ані ресурсів, ані досвід такої роботи, ані кредиторів, які під час революції повернулися в Англію, а на додачу до всього цього на той час в Сполучених Штатах був дуже нестабільний економічний клімат у зв'язку з післявоєнною депресією.

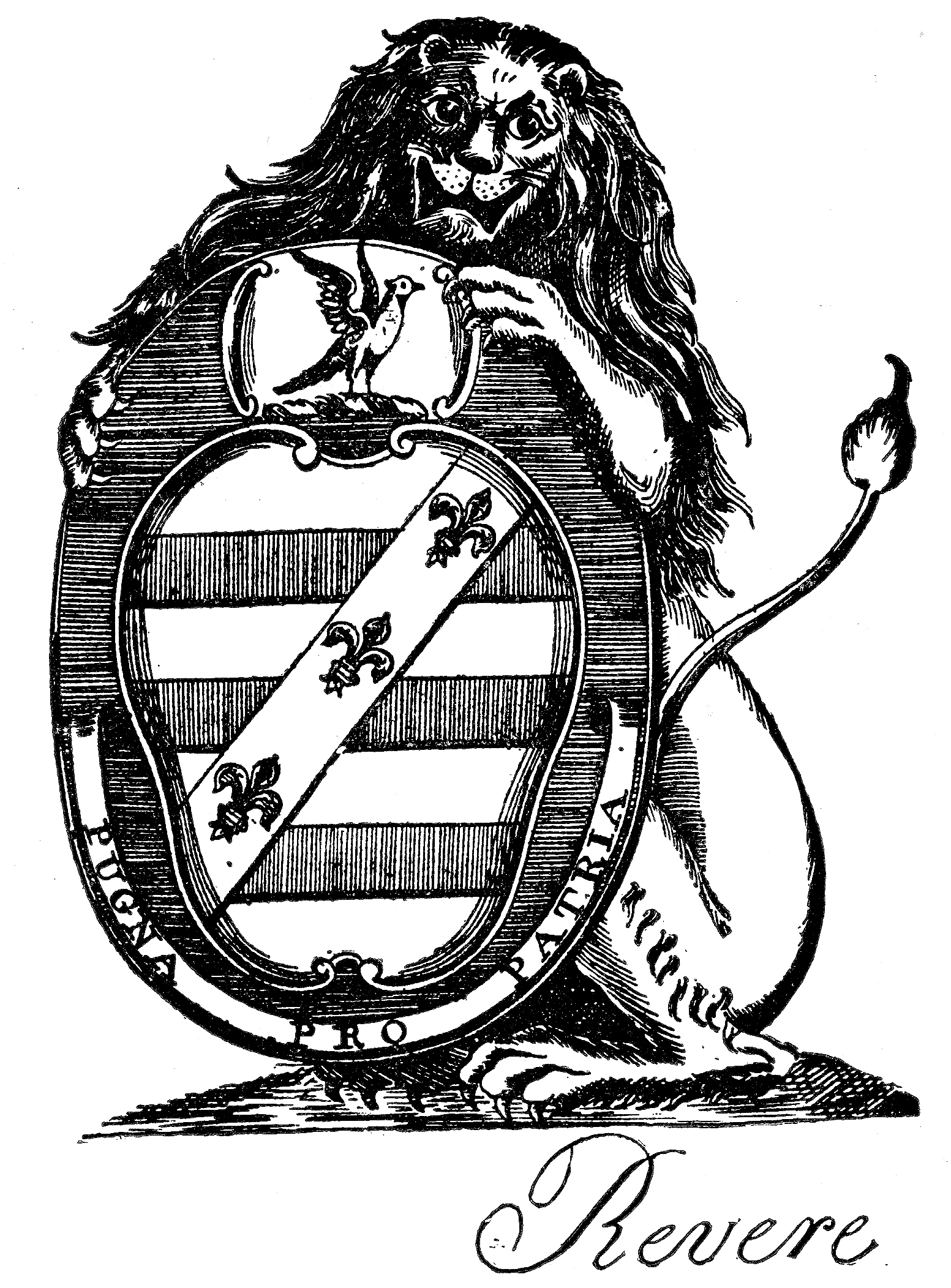
Герб підприємницької династії Ревірів

У 1788 року він вклав капітал у будівництво заводу з виробництва срібла, потім відкрив недалеко від свого будинку в Бостоні, а саме районі Норт Енд, чавуноливарний завод, що виготовляв побутові предмети з чавуну, які користувалися широким попитом у місцевих мешканців. Саме в цей період він здійснив перехід від ремісничої справи до підприємницької діяльності, а тому вкладав все більше коштів в своє ливарне підприємство.
Після освоєння процесу лиття заліза та розуміючи значення цієї галузі у господарському житті США, Ревір налагодив виробництво церковних дзвонів і з 1792 році перетворився на одного з найвідоміших в США виробників дзвонів, працюючи разом зі своїми синами Полом-молодшим та Джозефом Уоренном Ревіром у фірмі «Paul Revere & Sons». Ця фірма створила сотні дзвонів, багато з яких збереглися у відмінному стані й досі.
У 1794 році Ревір вирішив зробити наступний крок в еволюції свого бізнесу та розширив спеціалізацію свого заводу, навчившись відливати гармати для федерального уряду, влади штатів і приватних клієнтів. Хоча уряд часто мав проблеми зі своєчасною платнею за працю Ревіра, великі замовлення надихали його збільшити кількість контрактів та створювати додаткові виробничі лінії, які б працювали на потреби армії.
У 1795 році Ревір почав також виробляти і залізні болти, шипи та інші інструменти, продаючи їх купцям, а також одночасно створив судноремонтний завод «Boston» для будівництва кораблів. У 1801 році Пол Ревір став піонером у виробництві металопрокату з міді, відкривши перший у Північній Америці мідний млин на півдні від Бостона в Кантоні. Мідь Ревіра використовувалася для покриття оригінального купола Капітолія штату Массачусетс у 1802 році.

## Політична діяльність та останні роки

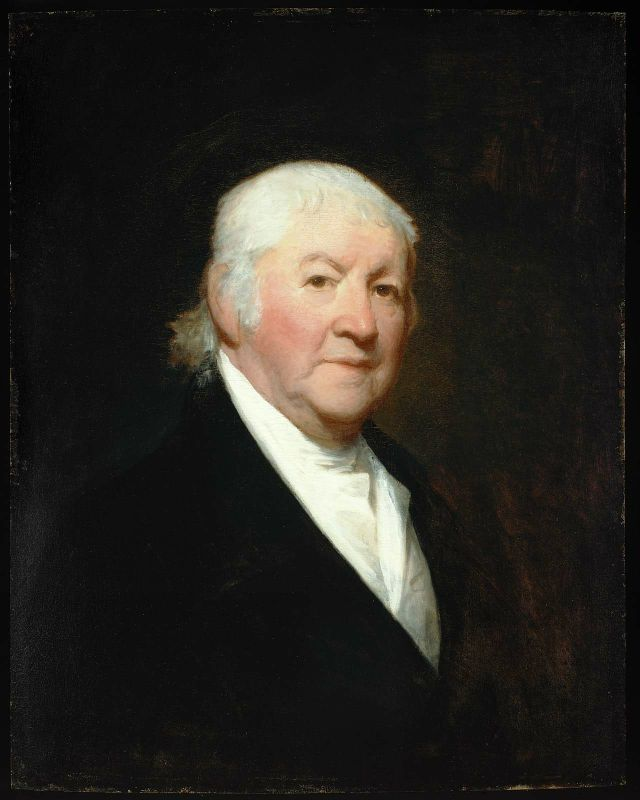
Портрет Пола Рівера роботи Гілберта Стюарта

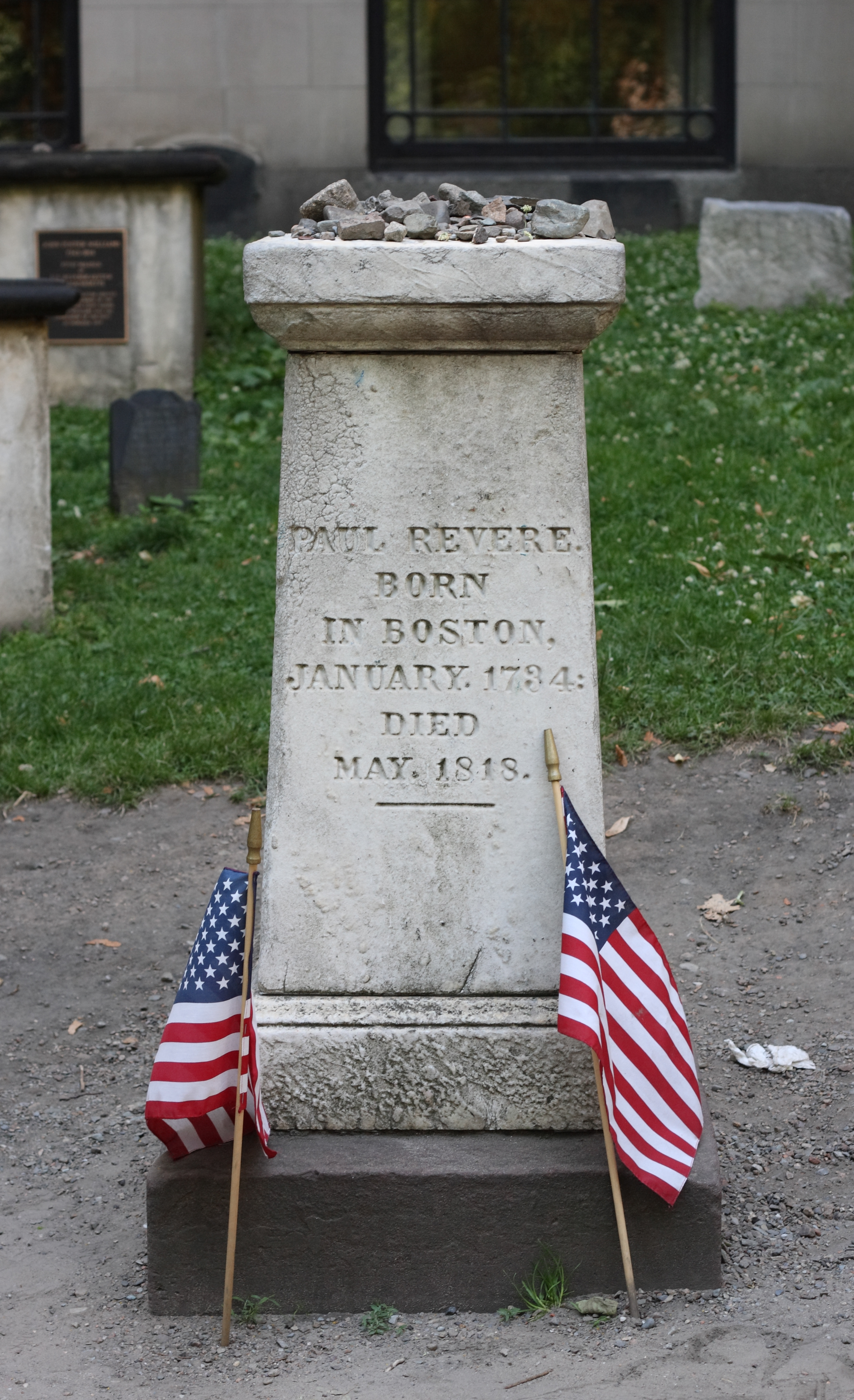
Могила Пола Ревіра в Бостоні

Рівер залишався політично активним впродовж всього свого життя. Після завершення війни за незалежність США він симпатизував національній політиці Александра Гамільтона щодо банків та індустріалізації, а тому згодом став палким федералістом, який прагнув створення міцної економіки та потужної нації. Він продовжував брати участь у місцевих обговореннях політичних питань навіть після своєї відставки у 1811 році, а також пропонував уряду свої послуги. Пол Ревір помер 10 травня 1818 року, у 83-річному віці, в своєму будинку на Гарті-стріт в Бостоні.

## Спадок
Після смерті Пола Ревіра сімейний бізнес був переданий його найстаршому сину Джозефу Уоренну Ревіру. Мідний завод, заснований Ревіром у 1801 році, працює і донині як мідна компанія «Revere», з філіями в Римі, Нью-Йорк]у і Нью-Бедфорді (штат Массачусетс).
Оригінальні срібні вироби, гравюри та інші витвори Ревіра ціняться сьогодні дуже високо, а тому їх можна зустріти як експонати в Бостонському музеї образотворчого мистецтва та музеї Метрополітен. Белл Ревір представив у 1843 році в церкві святого апостола Андрія Первозваного у Сінгапурі єдиний дзвін, відлитий на ливарні Ревіра, яка знаходилася поза Сполученими Штатами. Протягом певного часу він був поставлений за оксамитовими канатами у фоє посольства США в Сінгапурі; тепер цей дзвін зберігається в Національному музеї Сінгапуру.
На честь Пола Ревіра названі міста в штатах Массачусетс та Міннесота, пляж в місті Ревір (штат Массачусетс), вулиці (Ревір Авеню) в Бронксі та Нью-Йорку, а також дорога в Арлінгтоні (штат Массачусетс).
Портрет Ревіра є на 25-центовій монеті 1958 року, портрет роботи Гілберта Стбарта.
Рок-група «Paul Revere & the Raiders» отримала значну популярність у середині 1960—1970-х роках, ставши відомою завдяки своїм костюмам солдатів часів війни за незалежність США та своєрідним власним рок-н-роллом.